# Намасмарана
Намасма́рана — ритуал в индуизме, заключающийся в постоянном повторении имени бога. Считается, что Божье имя наделено не меньшим могуществом, чем само божество, и соотносится с Брахманом — мировой душой, к слиянию с которой стремится индивидуальная душа — дживатман. Повторение имени бога связано с медитацией и может быть как мысленным, так и явным. Основным итогом намасмараны является освобождение от всех грехов и желаний и конечное освобождение верующего, который сливается с обладателем имени.